# HISASHI
HISASHI（1972年2月2日—），本名：外村尚（とのむら ひさし），日本搖滾樂團GLAY的吉他手。
生於青森縣弘前市，在北海道函館市長大。北海道函館稜北高等学校畢業。綽號「TONO」。
同時擔任與Radio Caroline的ウエノコウジ、THE MAD CAPSULE MARKETS的MOTOKATSU、同屬GLAY的TERU所組的「rally」的團長。
2012 HISASHI與rally的鼓手同伴Motokatsu加上EXILE主唱Takahiro及女貝斯手Tokie(unkie / LOSALIOS)，一起組成Ace Of Spades。

## 人物
- 家中有一位哥哥。
- 在媽媽肚子裡的時候醫生誤判了他的性別，所以父親在他未出生時就已經幫＂她＂取名為「翠」，因此他自己有時候也覺得自己是「翠」。
- 彈奏吉他的時候幾乎不用小指，多以食指、中指、無名指三指彈奏（通稱三指彈）。經常喜歡使用吉他彈片來做pick harmonics。
- 對動畫、漫畫、汽車、機車及電腦都持有廣泛的興趣。喜歡的動畫有機動戰士鋼彈，涼宮春日的憂鬱，DURARARA，海贼王等。
- 跟導演紀里谷和明交情甚好，曾和Takuro一起在電影CASSHERN演出被虐殺的人民之角色。
- 與Takuro在音楽上的嗜好正好相反、Takuro說他是「我在GLAY裡面的敵手」。另外，Takuro也說，HISASHI常跟自己的提議持相反意見。還稱讚HISASHI是能在短小節的音樂裡選出令人印象深刻樂聲的天才，聽了HISASHI的吉他聲就會想要開始學吉他。
- 跟Jiro絕對不是關係惡劣，但不知道為何就常常覺得無法兩個人獨處。此外，樂團結成到現在已經十年，兩個人是到最近才會兩人一起去喝酒。
- 在音樂節目等很少發言，但在EXILE合作之後，問到EXILE的團長HIRO說：「這次一起工作了之後，GLAY哪一位團員跟第一印象反差最大？」Jiro回答「是HISASHI喔！他外表給人非常沉默寡言的印象，不過交談過後才發現他是最有趣的一位了。」
- 日本電視台的音樂節目「FUN」上，GLAY跟松山千春同台演出的時候，松山評論道：「HISASHI真的非常純真，或許就是這傢伙的純真在支持著GLAY也說不定，只要這傢伙不退出，GLAY就不會解散。」

## 經歷
出生～小學時代 1972年2月2日－1984年3月
- 從小就喜歡電動遊戲跟機械，小時候曾經分解了家裡的錄音機。

- 外科醫生父親在家裡有一個擺設音響的房間，雖然雙親禁止小孩進入該房間，可是HISASHI就常偷偷跑進去享受大人的感覺；尤其房間裡為數眾多的音響器材最令他感興趣。對HISASHI而言，音樂是非常貼近生活的，此背景可說是成就他今日模樣的基礎。

- 青森縣弘前市出生，兩歲時搬到七戶町，四歲又遷至むつ市，小學四年級時因父親工作的關係，又再度舉家從むつ市搬到北海道函館市。

中學時代1984年4月－1987年3月
- 沉迷在錄音機放送的搖滾音樂中，中學二年級以郵購的方式買了第一把吉他（似乎是初學者用的FENDER STRATOCASTER模組）。跟朋友借了一本音樂雜誌來看，因為該雜誌沒有在函館販售，還特地拜託哥哥到札幌幫他買雜誌。他會對樂團音樂開始產生興趣，原本就是受了大他一歲的哥哥和哥哥友人的影響。HISASHI的父親急病去世也是在這段時間。

函館稜北高校時代　1987年4月－1990年3月
- 上了高中開始非常積極尋找樂團成員，組成了「蟻」（龐克曲風）這個樂團，但「蟻」維持了一年便解散了。高二的時候認識了就讀同一所高中的GLAY團長TAKURO，當時TAKURO正在找樂團的第二位吉他手。對於雙吉他樂團相當有興趣的HISASHI因此加入了GLAY。高中畢業之後跟母親一起搬到東京。當時學校老師還對他說過：「玩樂團不會有出路！」這句話，可是本人卻聽不進去，持續樂團活動。

上京～地下樂團時代　1990年4月－1994年5月24日
- 一面忙著打工，一面堅持著GLAY的樂團活動。1991年因為團裡沒有貝斯手，所以當過一段時間的貝斯手。在演唱會上時常戴帽子，魔女帽成了當時他的註冊商標。

正式出道後　1994年5月25日－現在
- 1994年5月25日以單曲『RAIN』正式出道。

- 1998年5月18日，”pure soul” TOUR ’98在北海道厚生年金會館的公演中，發生右腳骨折的慘劇。之後的五場公演全部延期，骨折部份暫時用鋼釘固定，於5月30日的大阪厚生年金會館演唱會中重回舞台，重新展開巡迴。此事件在ホテルメランコリー（別冊角川）裡面以短文的方式提過，「毒ロック」一曲的歌詞裡也稍稍地提了這件事。巡迴結束後隨即住進醫院。

- 1999年與同鄉的一般女性結婚。12月16日作為MEMBER PRODUCE歌迷會員限定演唱會的一環，在新宿CODE舉辦了HISASHI製作「RESONANCE Vol.1」的演唱會，該演唱會上，GLAY第一次跟VJ TEAM＂E-MAIL＂同台表演。（之後在GLAY ARENA TOUR 2000「HEAVY GAUGE」和GLAY DOME TOUR 2001-2002「ONE LOVE」都有合作）另外，該演唱會有需滿２０歲的年齡限制。

- 2001年HISASHI和他的愛用品牌「binary」合作設計了「HISASHI VS binary W NAME T-Shirt」在歌迷會中獨家販賣。

- 2004年，戒掉了長年抽煙的習慣，影響TERU一起戒菸。不過最近好像以「抽菸是大人喝酒時的嗜好品」為理由，有時候還是會抽菸。

- 2005年8月26日，為了紀念自己擔任DJ的廣播節目播送的第一百回，在富士急高地樂園裡的Satellite Studio LAGOON裡舉行了『FM-FUJI CYBER NET CITY FULL METAL MIX 100回記念特別節目』。11月20日，於candystripper在新木場STUDIOCOAST舉辦的十周年紀念活動上擔任音樂DJ，也自己上場露了一手吉他。

## 使用吉他

### Tokai
TALBO為他長年愛用的吉他，於1999年、2001年及2004年的GLAY EXPO中，都舉辦了「TALBO 自傲比賽」的活動。
- TALBO CLEAR
- Tokai TALBO PLATINUM BLUE
- Tokai TALBO PLATINUM BLACK
- Tokai TALBO CRYSTAL
- Tokai TALBO CRYSTAL BLUE

### ZEMAITIS
約2002年開始使用，最近在多首曲子裡都使用此品牌的吉他。
- ZEMAITIS METAL FRONT
- ZEMAITIS PEARL FRONT
- ZEMAITIS INLAY FRONT

### 其他品牌
- Journeyman #015
- Journeyman HSS-02
- GTZ Heart&Soul
- GTZ Cross Bone
- Gibson Les Paul Custom
- Gibson Flying V
- Fender Stratocaster
- Fender Jaguar
- Ibanez RG1527
- Roland G-707
- STEINBERGER GM-7TA
- STEINBERGER GM-2S
- Gretsch DUO JET

## 作品

### 参加作品
- Letters（2002年5月9日）
宇多田光的第十一張單曲。在此曲中演奏了民謠吉他。
- 悪の華（2005年12月21日）
以樂團rally身分參加了紀念BUCK-TICK出道20周年的致敬專輯『PARADE〜RESPECTIVE TRACKS OF BUCK-TICK〜』
- Say something（2006年12月20日）
收錄在冰室京介的專輯「IN THE MOOD」當中。

### 書籍
- ありがとう（1997年7月、SHINKO MUSIC出版）
在音樂雜誌「GIGS」上連載的單元書籍化。發行成冊之後內容還加入了許多他收集的吉他和器材的照片以及專訪。是一本HISASHI獨特魅力滿載的一本書。

## 節目

### 廣播（結束）
- 『HISASHI'S CYBER NET CITY FULL METAL MIX』（FM-FUJI　毎週六22:00～）2008年3月結束。